# Генрих IV, части 1 и 2 (фильмы, 2012)
«Генрих IV, часть 1» и «Генрих IV, часть 2» (англ. Henry IV, Part 1 и англ. Henry IV, Part 1) — телевизионные фильмы 2012 года, ставшие частью цикла «Пустая корона», историческая драма британского режиссёра Ричарда Эйра. Экранизация одноимённых исторических хроник Уильяма Шекспира, главные роли в которой сыграли Джереми Айронс, Са́ймон Расселл Бил и Том Хиддлстон.

## Сюжет
Литературной основой фильмов стали две исторические хроники Уильяма Шекспира — Генрих IV, часть 1 и Генрих IV, часть 2. В этих пьесах описываются исторические события начала XV века, когда заглавному герою приходиться бороться с мятежами.

## В ролях
| В ролях             |  | Персонаж                                     |
| ------------------- |  | -------------------------------------------- |
| Джереми Айронс      |  | Генрих IV                                    |
| Са́ймон Расселл Бил  |  | Фальстаф                                     |
| Том Хиддлстон       |  | Принц Генрих                                 |
| Джулия Мэри Уолтерс |  | Миссис Куикли                                |
| Алан Армстронг      |  | Генри Перси, граф Нортемберленд              |
| Джо Армстронг       |  | Генри Перси Хотспер (Часть 1)                |
| Дэвид Бамбер        |  | Судья Шэллоу (Часть 2)                       |
| Нив Кьюсак          |  | Леди Нортемберленд (Часть 2)                 |
| Дэвид Доусон        |  | Нед Пойнс                                    |
| Мишель Докери       |  | Леди Перси                                   |
| Иэн Глен            |  | Граф Уорик (Часть 2)                         |
| Николас Джонс       |  | Ричард Скруп, архиепископ Йоркский (Часть 2) |

## Создание и релиз
Съёмки двух фильмов проходили в одно время, с января по март 2012 года. Это происходило «на натуре» и на студии Илинг в Лондоне, где было построено здание таверны «Голова кабана». Придворные сцены снимались в Глостерском соборе. Замок Кайрфилли в Уэльсе использовался как для сцен в замке Уоркворт, так и для встречи с Глиндуром. Битву при Шрусбери снимали на поле близ Рикмансворта во время зимнего снегопада, хотя сражение состоялось в июле. Режиссер Ричард Эйр, по его словам, остался в восторге от результата.
Премьерный показ состоялся в июле 2012 года.